# Yusei Okada
Yusei Okada (岡田 祐政 Okada Yusei?), född 8 maj 1987 i Kumamoto prefektur, är en japansk fotbollsspelare.
Okada började sin karriär 2010 i Tochigi Uva FC. 2013 flyttade han till Grulla Morioka. Han spelade 82 ligamatcher för klubben. Efter Grulla Morioka spelade han för Vanraure Hachinohe.